# Talet om tillståndet i nationen 2011
Talet till nationen 2011 var ett tal som hölls av Barack Obama den 25 januari 2011 kl. 21.00 lokal tid, i USA:s representanthus. I talet tecknade Obama sin vision av ett USA som mer bestämt, mer konkurrenskraftigt, mer i stånd att möta framtiden, bland annat med hjälp av bättre utbildning.

## Övriga teman i talet
- Att ersätta No Child Left Behind med en annan utbildningsreform.
- Presidentens kommande resor till Brasilien, Chile och El Salvador under våren, för att skriva på handelsavtal.
- Fortsatta amerikanska allianser med Storbritannien, Israel och Japan.

## Responser

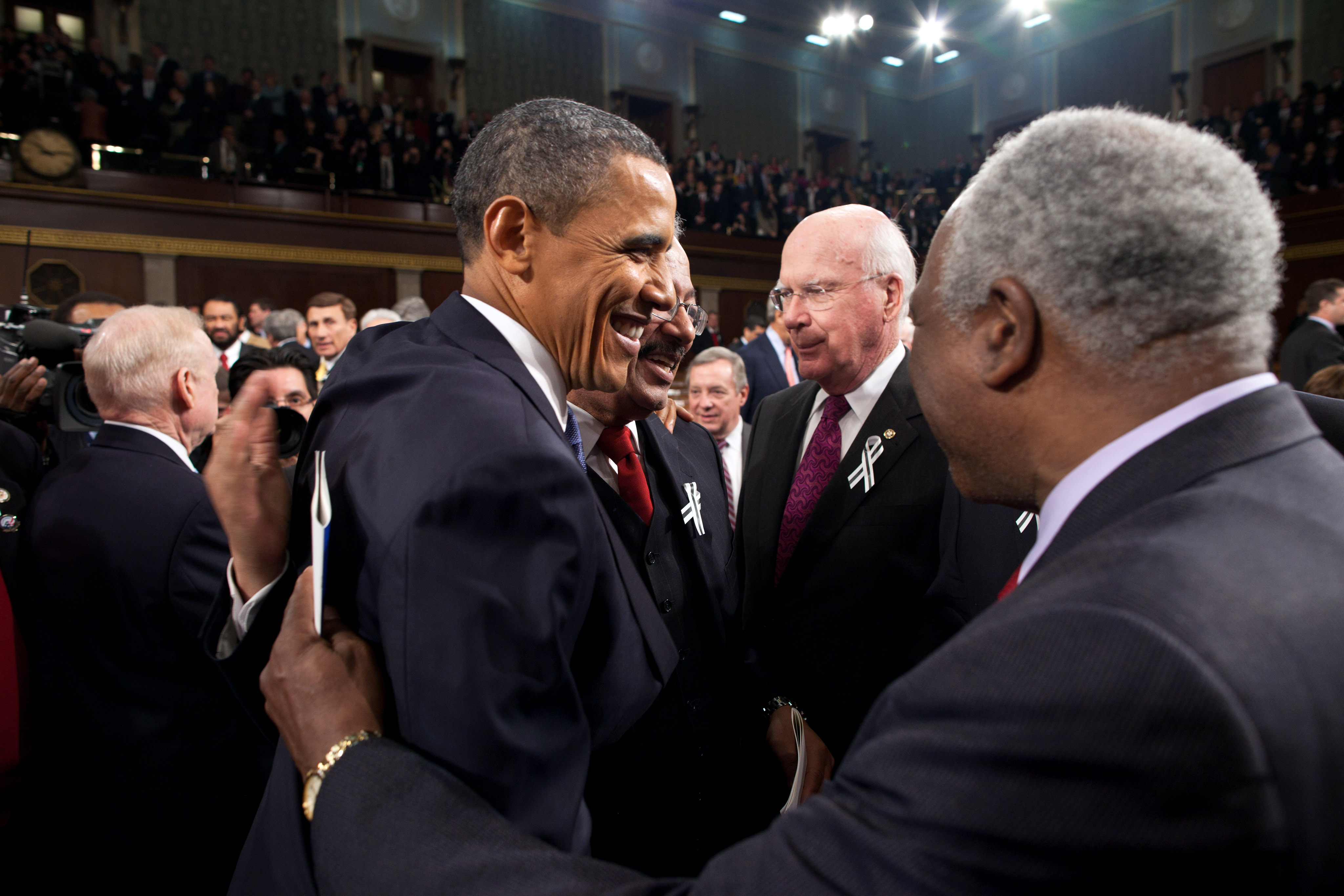
Obama hälsar på kongressdelegaterna efter talet.

Det libertarianska partiets respons levererades av Wes Benedict. Billy Wharton från det socialistiska partiet gjorde en respons genom partiets hemsida.

### Responser
- Republikanska partiets respons -
- Tea Party-rörelsens respons-
- Libertarianska partiets respons-
- Socialistiska partiets respons-